# بیسترزواخ
بیسترزواخ (به هلندی: Beetsterzwaag) یک منطقهٔ مسکونی در هلند است که در اپسترلاند واقع شده‌است. بیسترزواخ  ۳٬۴۸۵ نفر جمعیت دارد.